# Moloch straszliwy
Moloch straszliwy (Moloch horridus) – gatunek niewielkiej jaszczurki z rodziny agamowatych (Agamidae); jedyny przedstawiciel rodzaju Moloch. Występuje w zachodniej i środkowej Australii. Ciało pokrywają sterczące pionowe łuski oraz pomarańczowobrunatne plamy, nadające jaszczurce groźny wygląd. Pokarmem są mrówki. Rozród jajorodny. Długość ciała 15–22 cm.
Prowadzi naziemny tryb życia. Zamieszkuje pustynie i półpustynie, stwierdzany także w formacjach krzewiastych typu scrub. Dla ochrony przed nadmiernym gorącem szybko zakopuje się w piasku. Całe tygodnie może obejść się bez wody.
Chociaż niezbyt często widywany (po części dzięki dobremu kamuflażowi) płowy, brunatny lub szary moloch straszliwy jest jaszczurką, którą rozpoznaje się natychmiast po jej przysadzistym kształcie, kolczastej „zbroi” i powolnym sposobie poruszania, któremu towarzyszy charakterystyczne kołysanie się w przód i w tył.
Ostre kolce pokrywają całe ciało, najdłuższe znajdują się na głowie i grzbiecie. Małe ciernie są nawet na nogach i stopach. Odróżnieniu od innych jaszczurek podczas żerowania sporo czasu spędza w jednym miejscu. Wystawia go to na widok drapieżników. Kolczasta osłona chroni przed atakiem. Kolców używa również do pozyskiwania wody. Para wodna skraplająca się na kolcach kanalikami pomiędzy kolcami spływa wprost do pyszczka.
Podobnie jak frynosoma szerokonosa, z którą łączy go podobny tryb życia, żeruje w ciągu dnia, gdy mrówki są aktywne. Na jeden posiłek pochłania ich do 250, łowiąc je wysuwanym językiem.